# Lamprosema esperanzalis
Lamprosema esperanzalis là một loài bướm đêm trong họ Crambidae.